# 3224 Irkutsk
3224 Irkutsk è un asteroide della fascia principale del diametro medio di circa 31,12 km. Scoperto nel 1977, presenta un'orbita caratterizzata da un semiasse maggiore pari a 2,7851877 UA e da un'eccentricità di 0,1638854, inclinata di 4,30708° rispetto all'eclittica.